# Crkva sv. Benedikta u Petrovskom
Crkva sv. Benedikta  je rimokatolička crkva u općini Petrovsko.

## Opis
Crkva sv. Benedikta u Petrovskom sagrađena je sredinom 18. stoljeća pod patronatom grofovske obitelji Keglević. Smještena je na brijegu pored groblja. Prostor definiraju kvadratični brod, nešto uže, oblo, križno svođeno svetište i južna sakristija. Vanjština je raščlanjena plitkim lezenama, jednostavno oblikovanim otvorima i velikim masivnim zvonikom. Unutrašnjost je dekorirana iluzionistički slikanim retablima iz 18. st. koji svojom veličinom ispunjavaju cijeli apsidalni prostor.

## Zaštita
Pod oznakom Z-2494 zavedena je kao nepokretno kulturno dobro - pojedinačno, pravnog statusa zaštićena kulturnog dobra, klasificirano kao "sakralna graditeljska baština".